# Arnon Milchan

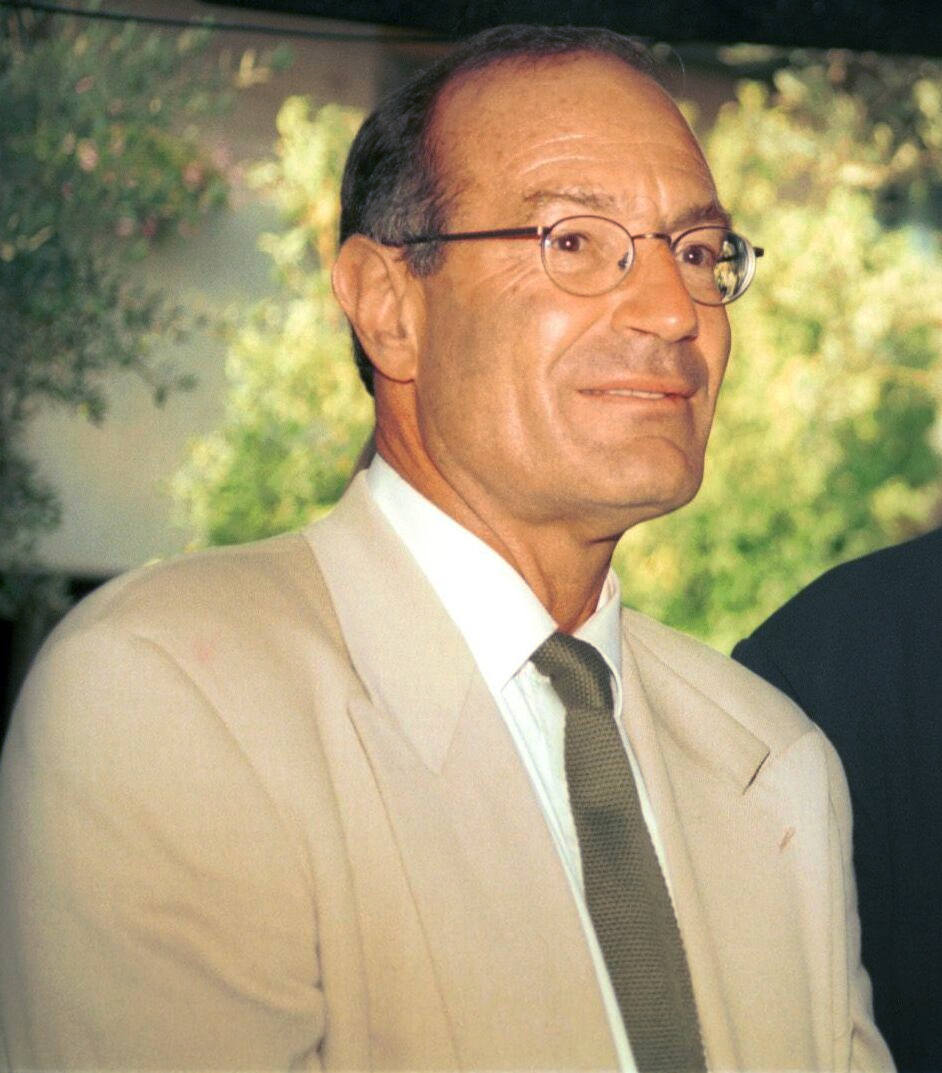
Arnon Milchan

Arnon Milchan (hebräisch ארנון מילצ'ן; auch: Arnon Milchen; * 6. Dezember 1944 in Rechovot) ist ein israelischer Geschäftsmann und Filmproduzent. Er produzierte über 100 Filme, darunter Es war einmal in Amerika, Brazil, Der Rosenkrieg, Pretty Woman, L.A. Confidential und Fight Club. Er war außerdem für den israelischen Geheimdienst tätig und unterstützte das Atomwaffenprogramm Israels.

## Werdegang
Nach einem Studium der Biochemie erwarb Arnon Milchan einen Abschluss an der London School of Economics und machte seine ersten Schritte in der Geschäftswelt in der familieneigenen Firma in Israel, welche Dünger herstellte. Diese baute er zu einem erfolgreichen Chemieunternehmen um.

## Regency Enterprises
Milchan ist der Kopf der Regency Enterprises, einer der wichtigsten Produktionsfirmen der Filmindustrie, und war bei diversen Filmen als (ausführender) Produzent tätig. Zu seinen Erfolgen zählen zahlreiche moderne Zelluloid-Klassiker, darunter die Oliver-Stone-Filme JFK – Tatort Dallas, Zwischen Himmel und Hölle und Natural Born Killers, Danny De Vitos Der Rosenkrieg, Joel Schumachers Falling Down – Ein ganz normaler Tag, die im Kino sehr erfolgreichen Filme Free Willy – Ruf der Freiheit und Free Willy 2 – Freiheit in Gefahr, sowie Sommersby mit Richard Gere und Jodie Foster und Pretty Woman. 1998 und 2016 war er jeweils für den Oscar in der Kategorie Bester Film nominiert. 2016 gewann er für The Revenant – Der Rückkehrer einen British Academy Film Award. Hinzu kommen weitere Auszeichnungen und Nominierungen.

## Politische und geheimdienstliche Aktivitäten
Milchan gilt als starker Unterstützer israelischer Politik und ist ein Freund von Shimon Peres, Rupert Murdoch und James Packer. Er arbeitete in den 1970er und 1980er Jahren als Mittelsmann zwischen Israel und verschiedenen Rüstungsfirmen, etwa um Israels Nuklearwaffenprogramm zu fördern; dies brachte ihm den Vorwurf ein, Waffenhändler zu sein. Er gewann unter anderem Sydney Pollack als Unterstützer.
Milchan war außerdem von der Mitte der 1960er Jahre bis Mitte der 1980er Jahre für den Israelischen Geheimdienst Mossad tätig.
In ihrer Biografie Confidential: The Life of Secret Agent Turned Hollywood Tycoon Arnon Milchan stellen die Autoren Meir Doron und Joseph Gelman dar, dass Milchan in der Mitte der 1980er Jahre ein vollwertiges Mitglied von LAKAM gewesen sei („full-fledged operative for Israel’s top-secret intelligence agency, Lakam“) und Konten betreut habe, die eingerichtet wurden, um die besonderen Bedürfnisse aller geheimdienstlicher Operationen Israels außerhalb des Landes zu finanzieren („government-backed accounts and front companies that financed ,the special needs of the entirety of Israel’s intelligence operations outside the country.‘“) Zu diesen „besonderen Diensten“ hätte, so die Autoren, der Kauf von Bestandteilen zum Aufbau des Atomwaffenarsenals Israels gehört.
1985 sei durch Richard Kelly Smyths illegale Lieferung von Krytronen über Firmen Milchans der Verdacht auf Waffenhandel aufgekommen. Milchan wies die Behauptung zurück, er habe vom Handel profitiert. Er habe Geldmittel aus den Transaktionen zurückgelegt, um dem israelischen Premier die Finanzierung von Entscheidungen ohne formale Budgetierung und Zustimmung des Kabinetts oder Presseleaks zu ermöglichen, die die Operationen gestört hätten.
Milchan lehnte die Autorisierung seiner Biografie ab, die sich unter anderem auf Shimon Peres stützte, der in einem Gespräch geäußert hatte, er habe Milchan „rekrutiert“.

„Arnon is a special man. It was I who recruited him […] When I was at the Ministry of Defense, Arnon was involved in numerous defense-related procurement activities and intelligence operations. His strength is in making connections at the highest levels […] His activities gave us a huge advantage, strategically, diplomatically and technologically.“

„Arnon ist ein besonderer Mensch. Ich habe ihn rekrutiert […] Als ich für das Verteidigungsministerium zuständig war, war Arnon an einer Vielzahl von verteidigungsbezogenen Beschaffungsaktivitäten und Geheimdienstoperationen beteiligt. Seine Stärke ist die Herstellung persönlicher Verbindungen auf den höchsten Ebenen […] Seine Tätigkeit gab uns einen riesigen Vorteil, strategisch, diplomatisch und technologisch.“

Nach 1973 habe Milchan konventionelle Waffen und Krytronen vermittelt. Gegenwärtige Aktivitäten wurden von den Autoren nicht angegeben.
2013 bestätigte Milchan in einer Dokumentation vor der Kamera, dass die Darstellung in Confidential in den meisten Teilen zutreffend sei. Milchan äußerte außerdem, er habe Verbindungen benutzt, um das Apartheidsystem in Südafrika zu unterstützen, als Gegenleistung für die Hilfe für Israel, Uran für sein Atomprogramm zu bekommen.
2009 gründete er ein Anti-Terror-Unternehmen.

## Ermittlungen wegen Bestechung
Im Februar 2018 ermittelte die israelische Polizei wegen des Verdachts illegaler Schenkungen gegen Milchan, da dieser Premierminister Benjamin Netanyahu und seiner Frau über Jahre Zigarren und Champagner im Wert von etwa einer Million Schekel zukommen ließ – als Gegenleistung erhielt Milchan u. a. ein neues U.S.-Visum und angeblich auch gesetzliche Regelungen, die es ihm erlaubten, Steuern zu vermeiden, das „Milchan’s law“.

## Vermögen und Kunstsammlung
Mit seinen verschiedenen Aktivitäten hat er ein persönliches Vermögen von ca. 3,6 Mrd. US-Dollar (Forbes, Dezember 2018) aufgebaut.
Milchan ist außerdem ein führender Kunstsammler. Im April 2015 besetzte er den 3. Platz der CNBC-Liste von „Hollywood’s top 10 art collectors“. Seine Sammlung soll einen Wert von 600 Millionen Dollar haben.

## Privates
Arnon Milchan ist mit der ehemaligen südafrikanischen Tennisspielerin Amanda Coetzer verheiratet. Aus seiner ersten Ehe mit dem ehemaligen Mannequin Brigitte Genmaire entstammen zwei Söhne und eine Tochter. Seine Tochter Alexandra Milchan ist als Filmproduzentin tätig.

## Filmografie (Auswahl)
- 1978: Der Schrecken der Medusa (The Medusa Touch)
- 1983: The King of Comedy
- 1984: Es war einmal in Amerika (Once Upon a Time in America)
- 1985: Brazil
- 1985: Legende (Legend)
- 1987: Mann unter Feuer (Man on Fire)
- 1989: Wer ist Harry Crumb? (Who’s Harry Crumb?)
- 1989: Der Rosenkrieg (The War of the Roses)
- 1990: Pretty Woman
- 1991: Schuldig bei Verdacht (Guilty by Suspicion)
- 1991: JFK – Tatort Dallas (JFK)
- 1992: Im Glanz der Sonne (The Power of One)
- 1992: Alarmstufe: Rot (Under Siege)
- 1992: Mambo Kings (The Mambo Kings)
- 1992: Zauber eines Sommers (That Night)
- 1993: Sommersby
- 1993: Falling Down – Ein ganz normaler Tag (Falling Down)
- 1993: Made in America
- 1993: Das Leben – Ein Sechserpack (Six degrees of separation)
- 1993: Free Willy – Ruf der Freiheit (Free Willy)
- 1994: Der Klient (The Client)
- 1995: Alarmstufe: Rot 2 (Under Siege 2: Dark Territory)
- 1995: Das Empire Team (Empire Records)
- 1995: Kaffee, Milch und Zucker (Boys on the Side)
- 1995: Copykill (Copycat)
- 1996: Die Jury (A Time to Kill)
- 1997: Agent Null Null Nix (The Man Who Knew Too Little)
- 1997: L.A. Confidential
- 1998: Stadt der Engel (City of Angels)
- 1998: Gefährliche Schönheit – Die Kurtisane von Venedig (Dangerous Beauty)
- 1998: Verhandlungssache (The Negotiator)
- 1999: Fight Club
- 2000: Tigerland
- 2001: Ritter Jamal – Eine schwarze Komödie (Black Knight)
- 2002: Leben oder so ähnlich (Life or Something Like It)
- 2002: High Crimes – Im Netz der Lügen (High Crimes)
- 2003: Das Urteil – Jeder ist käuflich (Runaway Jury)
- 2004: Mann unter Feuer (Man on Fire)
- 2005: Elektra
- 2005: Mr. & Mrs. Smith
- 2005: Stay
- 2006: The Sentinel – Wem kannst du trauen? (The Sentinel)
- 2006: Die Super-Ex (My Super Ex-Girlfriend)
- 2006: Zum Glück geküsst (Just My Luck)
- 2006: The Fountain
- 2008: Jumper
- 2011: Plötzlich Star (Monte Carlo)
- 2013: Broken City
- 2013: 12 Years a Slave
- 2013: Runner Runner
- 2014: Noah
- 2014: Gone Girl – Das perfekte Opfer (Gone Girl)
- 2014: Birdman oder (Die unverhoffte Macht der Ahnungslosigkeit) (Birdman or (The Unexpected Virtue of Ignorance))
- 2015: Big Business: Außer Spesen nichts gewesen (Unfinished Business)
- 2015: The Big Short
- 2015: The Revenant – Der Rückkehrer (The Revenant)
- 2016: Regeln spielen keine Rolle (Rules Don’t Apply)
- 2016: A Cure for Wellness
- 2016: Assassin’s Creed
- 2019: Ad Astra – Zu den Sternen (Ad Astra)
- 2019: Little Women
- 2022: Tiefes Wasser (Deep Water)
- 2022: The Northman
- 2022: Barbarian
- 2022: Amsterdam
- 2023: The Creator
- 2024: Blitz

## Sekundärliteratur
- Meir Doron, Joseph Gelman: Confidential The Life of Secret Agent Turned Hollywood Tycoon – Arnon Milchan. Gefen Books, New York, 2011.